# 天狐

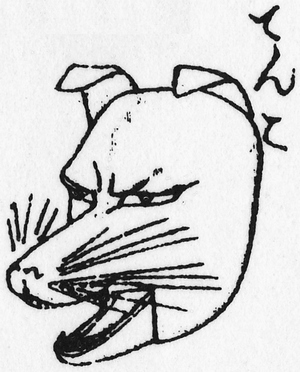
天狐面、葛飾北斎『北斎漫画』。能狂言あるいは神楽に用いられる面。

天狐（てんこ）は、中国および日本に伝わる神獣または妖獣。狐が霊力を得たものであると考えられている。

## 概要
中国の『玄中記』には、狐が1000年の年をへて天に通じると天狐というものになる（「千歳即与天通為天狐」）と記されている。同書には50歳で変化の術を会得し、100歳で美女となり、これ善く蠱惑する、と狐について語られているが、『五雑俎』には1000歳を過ぎると天に通じて人を魅（ばか）すことはなくなる（「狐千歳始与天通。不為魅矣」）とも書かれている。ただし、『五雑俎』のいう1000歳を過ぎ天に通じた狐というものは、1000年のあいだ美女などに変じ人間たちから精気を吸い取った結果（「取人精気以成内丹」）存在している。
「天狐」に為るということは修練により「天仙」になった、つまり肉体を持たぬ精霊となったことと解釈される。齢1000年の天狐は、千里以上遠くの出来事も察知できるようになる（『玄中記』）とも、天狐は九尾金色、日月宮に仕え、「符有り醮有る」よって「陰陽に洞達」する、すなわち（天文によって）自然の摂理に精通する、と説かれる（『酉陽雑俎』など）。
密教では、三類形（さんるいぎょう）と称して、天狐・地狐・人形（人狐〈にんこ〉とも）という3つを使用する修法・まじないが説かれており、そこにも天狐の名称が見られる。狐という字が使用されているが、鳥（天）・獣（地）・人（人）の画像が使用される。天狐の鳥の絵は鵄（トビ）、地狐の獣の絵は野干（やかん＝狐）であると『秘蔵金宝抄』（12世紀）やなどに記されているが、13世紀ころには『実帰抄』、『白宝抄』などでこの三類形に描かれる天狐・地狐・人形そのものが「三毒」のしるしであり災い・障礙神を示すものであると説かれるようにもなった。ここでの天狐は狐の要素はほとんど希薄になっている。
江戸時代の日本では、天狐は狐たちの間の最上位にあたる存在の呼称であるとされ、江戸時代末期の随筆『善庵随筆』や『北窓瑣談』には、皆川淇園『有斐斎箚記』に収められた当時の宗教者が語った天狐・空狐・気狐・野狐の順の狐の階級が収録されている。これらの狐の階級において最上位であるとされる天狐は、ほとんど神のような存在であり、千里の先の事を見通す、野狐、気狐のように悪さをすることはない等と語られている。

### 辰狐と天狐
13世紀以後、日本で深まっていった荼枳尼（ダキニ）に対しての信仰などで使われていった「辰狐」（しんこ）という狐に対する名称・尊称について、中村禎里は「辰」の字には龍神・天体（星辰）の意味合いが含められており、三類形を通じて悪のイメージが付いていった「天狐」という言葉を避けた結果、「辰狐」という言葉が使われ始めたのではないかと考察している。狐と荼枳尼・稲荷神との習合は、室町・江戸時代以降の神獣としての狐や辰狐・天狐のイメージに大きく影響を与えている。

### 天狗と天狐
朝川善庵『善庵随筆』には、『日本書紀』で舒明天皇9年（637年）の大流星のことを「天狗」と書いて「あまつきつね」と読んでいることから、天狐を天狗と同一のものとするという説が述べられている。

## 郷土芸能
里神楽には「天狐」や「天津国津狐」など、曲名あるいは登場する狐の役に天狐の名称を用いる曲目がある。内容は人々に対して狐が作物・穀物の種のまき方や耕作を伝授する様子などが舞われる。
神楽のなかで天狐は密教・道教的な天狐というより、農耕神や稲荷の要素が強く、狐全般の美称として用いられている。

## 民間伝承
長崎県の小値賀島では霊怪のひとつに「テンコー」というものがあり、この呼称は天狐・地狐に由来している。これに憑かれた者には占いで何でも言い当てるなどの神通力が備わるという。